# Formicola
Formicola é uma comuna italiana da região da Campania, província de Caserta, com cerca de 1.466 habitantes. Estende-se por uma área de 17 km², tendo uma densidade populacional de 86 hab/km². Faz fronteira com Camigliano, Giano Vetusto, Pietramelara, Pontelatone, Roccaromana, Rocchetta e Croce.

## Demografia
| Variação demográfica do município entre 1861 e 2011                               |
|                                                                                   |
| Fonte: Istituto Nazionale di Statistica (ISTAT) - Elaboração gráfica da Wikipedia |